# Live in Germany
Live in Germany är det första livealbumet från rocksångaren Joe Lynn Turner. Albumet spelades in under United Forces Of Rock Festival på Rock Fabrik i Ludwigsburg, Tyskland, den 30 september 2007. Skivan fokuserar främst på Turners tid i Rainbow, och hela nio av de fjorton spåren kommer från den perioden. Den japanska versionen innehåller en bonuslåt, Deep Purple-klassikern Highway Star. Albumet ger en återblick på Turners rockkarriär och visar hans förmåga att framföra både klassiska Rainbow-låtar och sitt eget solomaterial live.

## Låtlista
1. Death Alley Driver (Rainbow-låt, från Straight Between the Eyes, 1982)
2. I Surrender (Rainbow-låt, från Difficult to Cure, 1981)
3. Power (Rainbow-låt, från Straight Between the Eyes, 1982)
4. Street of Dreams (Rainbow-låt, från Bent Out of Shape, 1983)
5. Power of Love (Från The Usual Suspects, 2005)
6. Can’t Let You Go (Rainbow-låt, från Bent Out of Shape, 1983)
7. Jealous Lover (Rainbow-låt, från Jealous Lover, 1981)
8. Your Love Is Life (Från Second Hand Life, 2007)
9. Blood Red Sky (Från Second Hand Life, 2007)
10. Stone Cold (Rainbow-låt, från Straight Between the Eyes, 1982)
11. Can’t Happen Here (Rainbow-låt, från Jealous Lover, 1981)
12. Spotlight Kid (Rainbow-låt, från Difficult to Cure, 1981)
13. Burn (Deep Purple-låt, från Burn, 1974)
14. Highway Star (Deep Purple-låt, från Machine Head, 1972)

## Personal
- Joe Lynn Turner – sång
- Karl Cochran – gitarr
- Greg Smith – basgitarr
- Mike Sorrentino – trummor
- Carmine Giglio – keyboard

## Produktion
• Producent – Joe Lynn Turner
• Ingenjörer – Paul Orofino, Roy McDonald
• Mixing – Paul Orofino